# Liste der Klassischen Philologen an der Philipps-Universität Marburg
Die Liste der Klassischen Philologen an der Philipps-Universität Marburg zählt namhafte Hochschullehrer dieses Faches auf, die an der Philipps-Universität Marburg wirkten und wirken.
Bis ins frühe 19. Jahrhundert war die Klassische Philologie in Marburg, wie an vielen anderen Universitäten auch, ein Grundlagenfach für die akademische Propädeutik. Eine Professur der griechischen Sprache gab es bereits seit der Gründung der Universität (1527), ihre Inhaber traten jedoch nicht für die Eigenständigkeit der Philologie ein. Dies änderte sich während der Zeit, als Marburg zum Königreich Westphalen gehörte: Der Generalstudiendirektor Justus Christoph von Leist gründete nach dem Vorbild anderer Universitäten am 2. Mai 1811 ein philologisches Seminar, das die Vorbildung und Finanzierung von Philologiestudenten leisten sollte. Es war ursprünglich zur Vorbereitung auf das schulische Lehramt gedacht, entwickelte sich aber nach und nach auch zu einer Stätte für die Forschung. Ursprünglich wurde es von vier halbjährlich wechselnden Direktoren geleitet (Wilhelm Münscher und Albert Jakob Arnoldi von der theologischen Fakultät, Ludwig Wachler und Karl Franz Christian Wagner von der philosophischen). Die Mitglieder des philologischen Seminars waren anfangs in drei Klassen aufteilt; für alle stand ein Stipendium von insgesamt 1000 Franken zur Verfügung. 1812 wurde Georg Ludolf Dissen zum Seminarleitung hinzugezogen, der bereits Erfahrungen einer solchen Einrichtung in Göttingen und Berlin gesammelt hatte.
Nach der Wiedererrichtung des Kurfürstentums Hessen wurde das Seminar 1815 vom Landesherrn bestätigt. Vorsteher waren neben Wagner die Professoren Börsch, Platner und Koch. In den folgenden Jahren wurden die Seminarleiter häufig ausgetauscht, bis 1825 nur noch Wagner alleiniger Direktor war.
Als Karl Friedrich Hermann 1833 die Seminarleitung erst neben Wagner, dann an seiner Stelle übernahm, gestaltete er das Seminar um. Fortan sollten die Seminarmitglieder in der philologisch-kritischen Methode der Schriftstellerbehandlung geschult werden. Hermanns Nachfolger Theodor Bergk (ab 1842) führte 1844 zur Aufrechterhaltung der Ordnung Seminarstatuten ein, die bis 1868 von den neuen Mitgliedern unterzeichnet werden mussten. Nach Bergks Weggang (1852) wurde Karl Friedrich Weber sein Nachfolger, nach dessen Tod (1861) Carl Julius Caesar, der das Seminar ab 1863 gemeinsam mit Leopold Schmidt leitete. Die beiden reformierten 1863 das Seminar erneut, wobei sie unter anderem Standards für die Seminarleitung, die Bibliothek, den Etat und die Übungen festlegten. Die Zahl der ordentlichen Mitglieder betrug acht, daneben gab es zwölf bis 20 außerordentliche Mitglieder. Der Etat wurde 1866 auf 300 Taler erhöht. Die Direktoren waren seitdem die beiden Lehrstuhlinhaber für Klassische Philologie. 1879 wurde ein philologisches Proseminar eingerichtet.

## Professoren der griechischen Sprache
Mit Gründung der Universität Marburg wurde eine Professur der griechischen Sprache (professor Graecarum literarum) eingerichtet, die im ausgehenden 18. Jahrhundert in die Klassische Philologie überging. Ihre Inhaber waren:
1. Johannes Lonicer (1527–1569)
2. Bernhard Copius (1569–1580)
3. Hermann Vultejus (1580–1581)
4. Otho Gualtperius (1582–1593)
5. Christoph Cramer (1593–1595)
6. Theodor Vietor (1595–1639)
7. Johann Conrad Dieterich (1639–1647)
8. Christian Friedrich Crocius (1653–1656)
9. Henrich Duysing (1656–1661)
10. Cyriacus Lentulus (1661–1678)
11. Georg Otho (1678–1713)
12. Johann Joachim Schröder (1715–1755)
13. Johann Wilhelm Schröder (1759–1793)
14. Friedrich Creuzer (1800–1804)
15. Christoph Rommel (1804–1810)

## Liste der Klassischen Philologen
Die folgende Liste setzt zu Beginn des 19. Jahrhunderts ein, weil sich die Klassische Philologie zu dieser Zeit in Marburg als eigenständiges Fach etablierte.
Angegeben ist in der ersten Spalte der Name der Person und ihre Lebensdaten, in der zweiten Spalte wird der Eintritt in die Universität angegeben, in der dritten Spalte das Ausscheiden. Spalte vier nennt die höchste an der Universität Marburg erreichte Position. An anderen Universitäten kann der entsprechende Dozent eine noch weitergehende wissenschaftliche Karriere gemacht haben. Die nächste Spalte nennt Besonderheiten, den Werdegang oder andere Angaben in Bezug auf die Universität oder das Seminar. In der letzten Spalte stehen Bilder der Dozenten.
| Wissenschaftler                              | von       | bis    | Funktionen                        | Bemerkungen | Bild |
| -------------------------------------------- | --------- | ------ | --------------------------------- | --- | ---- |
| Friedrich Creuzer (1771–1858)                | 1799      | 1804   | Ordinarius                        | Privatdozent, 1800 Extraordinarius, 1802 Ordinarius; damals Spezialist für griechische Geschichtsschreibung, später für Mythologie; wechselte nach Heidelberg |      |
| Christoph Rommel (1781–1859)                 | 1804      | 1810   | Ordinarius                        | Extraordinarius, 1805 Ordinarius; Spezialist für Geschichtsschreibung und historische Geografie, später für neuzeitliche Geschichte; wechselte nach Charkow, 1815 als Ordinarius der Geschichte zurück nach Marburg                                                                               |      |
| Christian Koch (1781–1861)                   | 1810      | 1833   | Extraordinarius                   | Privatdozent für Klassische Philologie, 1815 Extraordinarius der griechischen und römischen Literatur und Altertumskunde; las hauptsächlich über Methodologie und Enzyklopädie der Philologie, griechische und römische Literatur, lateinischen Stil und Pädagogik; 1833 Ordinarius der Pädagogik |      |
| Karl Franz Christian Wagner (1760–1847)      | 1810      | 1833   | Ordinarius                        | Heyne-Schüler, Gräzist und Anglist Professor der griechischen und lateinischen Litteratur und der Beredsamkeit, 1811–1833 Direktor des philologischen Seminars, 1825 Pädagogiarch |      |
| Georg Ludolf Dissen (1784–1837)              | 1812      | 1813   | Extraordinarius                   | Heyne-Schüler; Spezialist für griechische (Pindar, Demosthenes) und römische Literatur (Tibull); wechselte nach Göttingen |      |
| Ernst Philipp Amelung (1774–1856)            | 1815      | 1856   | Privatdozent                      | hielt philologische Vorlesungen, außerdem Privatissima im Französischen und Übungen zum deutschen Stil |      |
| Friedrich Börsch (1781–1844)                 | 1815      | 1833   | Ordinarius                        | Professor der Philosophie, hielt Lehrveranstaltungen über Enzyklopädie und Methodologie der Philologie, griechische und römische Literaturgeschichte, Archäologie, Geschichte, Geografie, deutsche Literatur- und Kulturgeschichte; wechselte als Gymnasiallehrer nach Hanau, später nach Kassel  |      |
| Philipp Karl Heß (1792–1872)                 | 1816      | 1816   | Privatdozent                      | Creuzer-Schüler; wechselte als Gymnasiallehrer nach Hanau, später nach Helmstedt |      |
| Joseph Hoffa (1803–1853)                     | 1827      | 1853   | Privatdozent                      | hielt Vorlesungen und Privatissima über lateinischen Stil, griechische Schriftsteller, römische Altertümer, später über Englisch und Französisch, zwischenzeitlich auch Hebräisch; konnte als Jude keine dauerhafte Stelle an der Universität oder einer staatlichen Schule erlangen              |      |
| Karl Friedrich Hermann (1804–1855)           | 1832      | 1842   | Ordinarius                        | prospektiver Nachfolger Wagners, 1834 auch Professor der Eloquenz; Spezialist für griechische und römische Kultur- und Philosophiegeschichte; wechselte nach Göttingen |      |
| Carl Julius Caesar (1816–1886)               | 1838      | 1886   | Ordinarius                        | Privatdozent, 1842 Extraordinarius, 1848 nebenamtlicher Unterbibliothekar, 1863 Ordinarius (zweiter Lehrstuhl); Spezialist für griechische Rhythmik und hessische Lokalgeschichte |      |
| Theodor Bergk (1812–1881)                    | 1842      | 1852   | Ordinarius                        | Nachfolger Hermanns, Spezialist für griechische Literaturgeschichte und Lyrik; wechselte nach Freiburg, später nach Halle (Saale) |      |
| Karl Friedrich Weber (1794–1861)             | 1852      | 1861   | Ordinarius                        | Nachfolger Bergks; Spezialist für römische Literatur der Kaiserzeit und lateinische Übersetzungen griechischer Schriften |      |
| Heinrich Wilhelm Josias Thiersch (1817–1885) | 1859      | 1863   | Privatdozent                      | zuvor Ordinarius an der Theologischen Fakultät, abgesetzt wegen seines Anschlusses an die katholisch-apostolischen Gemeinden |      |
| Leopold Schmidt (1824–1892)                  | 1863      | 1892   | Ordinarius                        | Nachfolger Webers, Schülers Gottfried Hermanns und Friedrich Ritschls; Spezialist für griechische Philosophie (Ethik) und Dichtung (Pindar, Anthologie) |      |
| Ludwig von Sybel (1846–1929)                 | 1872      | 1877   | Privatdozent                      | habilitiert für Klassische Philologie, später Professor für Klassische Archäologie; betätigte sich als einer der ersten Klassischen Archäologen auch auf dem Gebiet der Christlichen Archäologie                                                                                                  |      |
| Benedikt Niese (1849–1910)                   | 1877      | 1881   | Ordinarius                        | Extraordinarius, 1880 Ordinarius für Alte Geschichte und Klassische Philologie; wechselte nach Breslau, später nach Marburg und Halle (Saale) |      |
| Theodor Birt (1852–1933)                     | 1878      | 1921   | Ordinarius                        | Privatdozent, 1886 Nachfolger Caesars; Spezialist für antikes Buchwesen, Claudian-Editor, Verfasser populärwissenschaftlicher und autobiographischer Schriften; 1921 emeritiert |      |
| Georg Wissowa (1859–1931)                    | 1886      | 1895   | Ordinarius                        | Extraordinarius, 1888 etatsmäßig, 1890 Ordinarius; Reifferscheid-Schüler, Spezialist für römische Religionsgeschichte, 1890–1906 Herausgeber der Realencyclopädie der classischen Altertumswissenschaft (RE); wechselte nach Halle (Saale)                                                        |      |
| Ernst Graf (1861–1940)                       | 1889      | 1891   | Privatdozent                      | Wechselte in den preußischen Schuldienst, zuletzt Studienrat und Professor am Gymnasium in Quedlinburg |      |
| Albrecht Dieterich (1866–1908)               | 1891      | 1897   | Extraordinarius                   | 1891 Privatdozent, 1895 Extraordinarius; Usener-Schüler, Spezialist für griechische Religionsgeschichte; wechselte nach Gießen, später nach Heidelberg |      |
| Wilhelm Schulze (1863–1935)                  | 1892      | 1895   | Extraordinarius                   | Sprachwissenschaftler, Spezialist für griechische und römische Metrik und lateinische Personennamen; wechselte nach Göttingen, später nach Berlin |      |
| Ernst Maass (1856–1929)                      | 1895      | 1924   | Ordinarius                        | Nachfolger Wissowas; Wilamowitz-Schüler, Spezialist für griechische und römische Religionsgeschichte, Goethe-Forscher, Arat-Editor; 1924 emeritiert |      |
| Georg Thiele (1866–1917)                     | 1897      | 1914   | Titularprofessor                  | Privatdozent, 1907 Titularprofessor; Spezialist für griechisch-römische Rhetorik und Naturwissenschaft; wechselte nach Greifswald |      |
| Georg Wentzel (1862–1919)                    | 1902      | 1903   | Extraordinarius                   | Wilamowitz-Schüler, wechselte nach Berlin |      |
| Karl Kalbfleisch (1868–1946)                 | 1903      | 1913   | Ordinarius                        | Extraordinarius, 1904 Ordinarius; Spezialist für griechische Philosophie, Medizingeschichte und Papyrologie; wechselte nach Gießen |      |
| Christian Jensen (1883–1940)                 | 1910      | 1912   | Privatdozent                      | Papyrologe; wechselte nach Königsberg, später nach Jena, Königsberg, Kiel, Bonn und Berlin |      |
| Paul Friedländer (1882–1968)                 | 1920      | 1932   | Ordinarius                        | Wilamowitz-Schüler, Spezialist für griechische Mythologie, Literatur- und Kunstgeschichte; wechselte nach Halle (Saale), später nach Baltimore und Los Angeles |      |
| Ernst Lommatzsch (1871–1949)                 | 1922      | 1936   | Ordinarius                        | Nachfolger Birts; Bücheler-Schüler, Spezialist für römische Epigraphik, Fachschriftstellerei und Satire; 1936 emeritiert |      |
| Georg Rohde (1899–1960)                      | 1924      | 1933   | Privatdozent                      | Assistent, 1931 habilitiert, 1932 Lehrstuhlvertreter für Friedländer; Spezialist für römische Religionsgeschichte, hielt lateinische Sprachkurse ab; emigrierte 1935 nach Ankara, ging später an die Freie Universität Berlin                                                                     |      |
| Cornelius Hölk (1869–1944)                   | 1925      | 1944   | Honorarprofessor                  | Leiter des Gymnasiums Philippinum, Honorarprofessor für Didaktik der Alten Sprachen; hielt lateinische Sprachkurse für Juristen ab |      |
| Karl Deichgräber (1903–1984)                 | 1932      | 1938   | Ordinarius                        | Nachfolger Friedländers, zunächst Extraordinarius, 1935 Ordinarius; Wilamowitz-Schüler, Spezialist für Medizingeschichte; wechselte nach Göttingen |      |
| Hellfried Dahlmann (1905–1988)               | 1936      | 1953   | Ordinarius                        | Nachfolger Lommatzsch’, 1941 Ordinarius; Heinze- und Jaeger-Schüler, Spezialist für römische Literatur (Varro, Lukrez, Vergil, Horaz); wechselte nach Köln |      |
| Harald Patzer (1910–2005)                    | 1936      | 1952   | außerplanmäßiger Professor        | Assistent, 1939 habilitiert, 1948 apl. Prof.; Spezialist für griechische Poetik; wechselte nach Frankfurt am Main |      |
| Friedrich Müller (1900–1975)                 | 1938      | 1968   | Ordinarius                        | Privatdozent, 1943 Extraordinarius (Nachfolger Deichgräbers), 1955 Ordinarius, 1968 emeritiert; Jaeger-Schüler, Spezialist für griechische Literatur (Pseudo-Platon, Gregor von Nyssa) |      |
| Wilhelm Luther (1910–1976)                   | 1953      | 1975   | Honorarprofessor                  | Leiter des Gymnasiums Philippinum, Vorsitzender des wissenschaftlichen Prüfungsamtes, ursprünglich Lehrbeauftragter für Didaktik der alten Sprachen, Pädagogik und Philosophie, 1962 Honorarprofessor; Spezialist für griechische Philosophie und Fachdidaktik                                    |      |
| Carl Becker (1925–1973)                      | 1955      | 1963   | Ordinarius                        | Nachfolger Dahlmanns; Spezialist für griechische Tragödie, pagane römische Literatur (Cicero, Sallust, Vergil, Horaz, Properz) und Kirchenväter (Tertullian); wechselte nach München |      |
| Karlhans Abel (1919–1998)                    | 1957      | 1985   | Professor                         | Lektor, 1966 habilitiert, 1971 Professor; Seneca-Spezialist |      |
| Thomas Köves-Zulauf (1923–2022)              | 1963      | 1988   | Professor                         | Lehrbeauftragter, 1963 Studienrat im Hochschuldienst, 1966 Oberstudienrat, 1969 habilitiert, 1971 Professor; Spezialist für römische Mythologie und Religionsgeschichte |      |
| Isidora Rosenthal-Kamarinea (1918–2003)      | 1963 1984 | 1966 ? | Honorarprofessorin                | Honorarprofessorin für Neuere griechische Literatur; wechselte nach Bochum; später erneut Honorarprofessorin in Marburg |      |
| Walter Wimmel (1922–2016)                    | 1963      | 1987   | Ordinarius                        | Nachfolger Beckers; Spezialist für augusteische Dichtung; 1987 emeritiert |      |
| Wolfgang Kullmann (1927–2022)                | 1964      | 1975   | Ordinarius                        | prospektiver Nachfolger Müllers; Spezialist für griechisches Epos (Ilias), Philosophie (Aristoteles) und Wissenschaftsgeschichte; wechselte nach Freiburg |      |
| Eckart Schütrumpf (* 1939)                   | 1966      | 1983   | Privatdozent                      | Studienrat im Hochschuldienst, 1976 Habilitation für Klassische Philologie mit besonderer Berücksichtigung der antiken Philosophie; wechselte an die University of Cape Town, später nach Boulder (Colorado)                                                                                      |      |
| Friedhelm L. Müller (1939–2014)              | 1967      | 2005   | Oberstudienrat im Hochschuldienst | Assistent, später Studienrat und Oberstudienrat im Hochschuldienst, 1997 habilitiert; Spezialist für antike Historiographie und Rhetorik |      |
| Klaus Bringmann (1936–2021)                  | 1971      | 1972   | Professor                         | Professor der Klassischen Philologie; wechselte an die TU Berlin, später nach Darmstadt und Frankfurt am Main |      |
| Otto Lendle (1926–1999)                      | 1977      | 1991   | Ordinarius                        | Nachfolger Kullmanns; Spezialist für griechische Geschichtsschreibung, Fachschriftstellerei und Gregor von Nyssa |      |
| Joachim Adamietz (1934–1996)                 | 1988      | 1996   | Ordinarius                        | Nachfolger Wimmels; Spezialist für römische Rhetorik, Epos und Satire |      |
| Arbogast Schmitt (* 1943)                    | 1991      | 2011   | Ordinarius                        | Nachfolger Lendles; Spezialist für griechische Literatur (Epos, Tragödie), Philosophie (Platon, Aristoteles) und Rezeptionsforschung; 2008 emeritiert, 2011 Honorarprofessor an der Freien Universität Berlin                                                                                     |      |
| Wolfgang Bernard (* 1960)                    | 1992      | 1993   | Lehrstuhlvertreter                | Spezialist für antike Philosophie (Aristoteles), Tragödie und Epos; wechselte nach Rostock |      |
| Christine Schmitz (* 1958)                   | 1992      | 2002   | Dozentin                          | Assistentin, 1997 habilitiert, 1998 C2-Dozentin; Spezialistin für römische Literatur (Tragödie, Satire, Epigramm) und antike Mythologie; wechselte nach Münster |      |
| Jürgen Leonhardt (* 1957)                    | 1997      | 2005   | Ordinarius                        | Nachfolger Adamietz’; Spezialist für römische Literaturgeschichte, Prosodie, mittel- und neulateinische Literatur und Humanismusgeschichte; wechselte nach Tübingen |      |
| Gyburg Radke (* 1975)                        | 2002      | 2007   | Privatdozentin                    | Assistentin, 2003 habilitiert; Spezialistin für griechische Poetik und Literaturgeschichte; wechselte an die Freie Universität Berlin |      |
| Achim Heinrichs (1945–2024)                  | 2004      | 2011   | Honorarprofessor                  | Fachdidaktiker |      |
| Gregor Vogt-Spira (* 1956)                   | 2006      | 2022   | Ordinarius                        | Nachfolger Leonhardts; Spezialist für Literaturgeschichte und Poetik |      |
| Boris Dunsch (1970–2022)                     | 2007      | 2022   | außerordentlicher Professor       | Akademischer Oberrat, Vertretungsprofessor, Privatdozent, außerordentlicher Professor für Klassische Philologie |      |
| Rainer Nickel (* 1940)                       | 2008      |        | Lehrbeauftragter                  | vorher Schulleiter in Göttingen; hält griechische Sprachkurse ab |      |
| Sabine Föllinger (* 1963)                    | 2011      |        | Ordinaria                         | Nachfolgerin Schmitts; Spezialistin für griechische Literatur (Epos, Lyrik, Tragödie), Philosophie und Naturwissenschaft |      |
| Dennis Pausch (* 1976)                       | 2023      |        | Ordinarius                        | Nachfolger Vogt-Spiras; Spezialist für römische Historiographie (Livius), Erzählforschung und Invektive |      |

## Lehrstuhlinhaber
Ursprünglich gab es nur einen Lehrstuhl für Klassische Philologie. 1863 wurde ein zweiter Lehrstuhl eingerichtet (für Carl Julius Caesar), 1890 ein dritter für Georg Wissowa. Nach Schmidts Tod (1892) wurde an Stelle des (ersten) Lehrstuhls eine planmäßige außerordentliche Professur eingerichtet, die bis 1913 bestand. Von 1904 bis 1924 lehrten drei ordentliche Professoren der Klassischen Philologie in Marburg.